# Ballbank
Ballbank est un village de Nouvelle-Galles du Sud dans le sud-ouest de la région de Riverina.

## Géographie
Il est situé à 5 km au nord de Murrabit (en) et à 25 km au nord-ouest de Barham.